# Airbourne (Band)
Airbourne (gegründet unter der Bezeichnung Airborne) ist eine australische Hard-Rock-Band aus Warrnambool in Victoria, Australien.

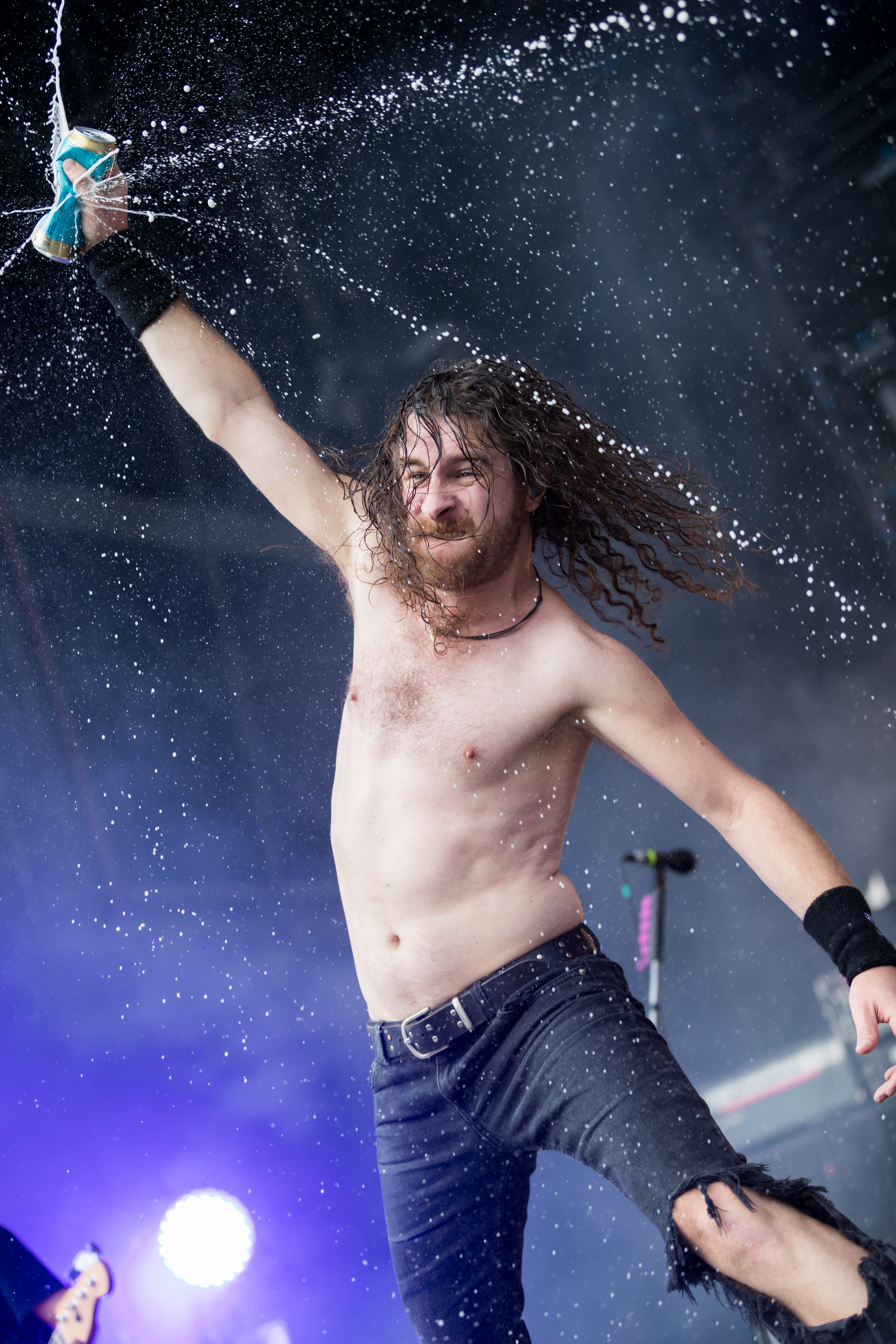
Joel O’Keeffe bei Rock am Ring 2017

## Bandgeschichte
Im Alter von elf Jahren begann Joel O’Keeffe mit seiner Gitarre Riffs von bekannten australischen Künstlern wie AC/DC oder Rose Tattoo nachzuahmen. Sein zu dieser Zeit 10-jähriger Bruder begann, durch ihn inspiriert, Schlagzeug zu spielen. Zunächst spielten die beiden erfolglos mit wechselnden Bassisten, bis sie später den Gitarristen David Roads kennenlernten. 2004 stieß Bassist Justin Street hinzu und komplettierte das Quartett. Im Jahr 2002 wurden zwei Songs der Band auf einer Kompilation veröffentlicht, damals noch unter dem Namen Airborne.
Ihre erste EP Ready to Rock erschien im Jahr 2004. Von dieser wurden 1000 Kopien nach Konzerten verkauft und sind heute nicht mehr im freien Handel verfügbar. Im Frühjahr 2005 verlegte die Band ihren Wohnsitz nach Melbourne. Gegen Ende 2005 erhielten sie einen Plattenvertrag bei Capitol Records und spielten zusammen mit Mötley Crüe, Motörhead und The Rolling Stones, sowie im Sommer bei einigen Festivals in Europa. 2008 waren sie bei Rock am Ring, Rock im Park, Wacken Open Air, spielten als Support von Die Toten Hosen auf der Machmalauter-Tour und hatten außerdem noch ein paar eigene Headliner-Konzerte wie z. B. eins im ausverkauften Colos-Saal in Aschaffenburg mit der alternative Band Blac Head Lion (damals noch Chucks) als Vorgruppe.
Im Sommer 2011 traten Airbourne erneut auf dem Wacken Open Air und auf der Haltestelle Woodstock in Polen auf.

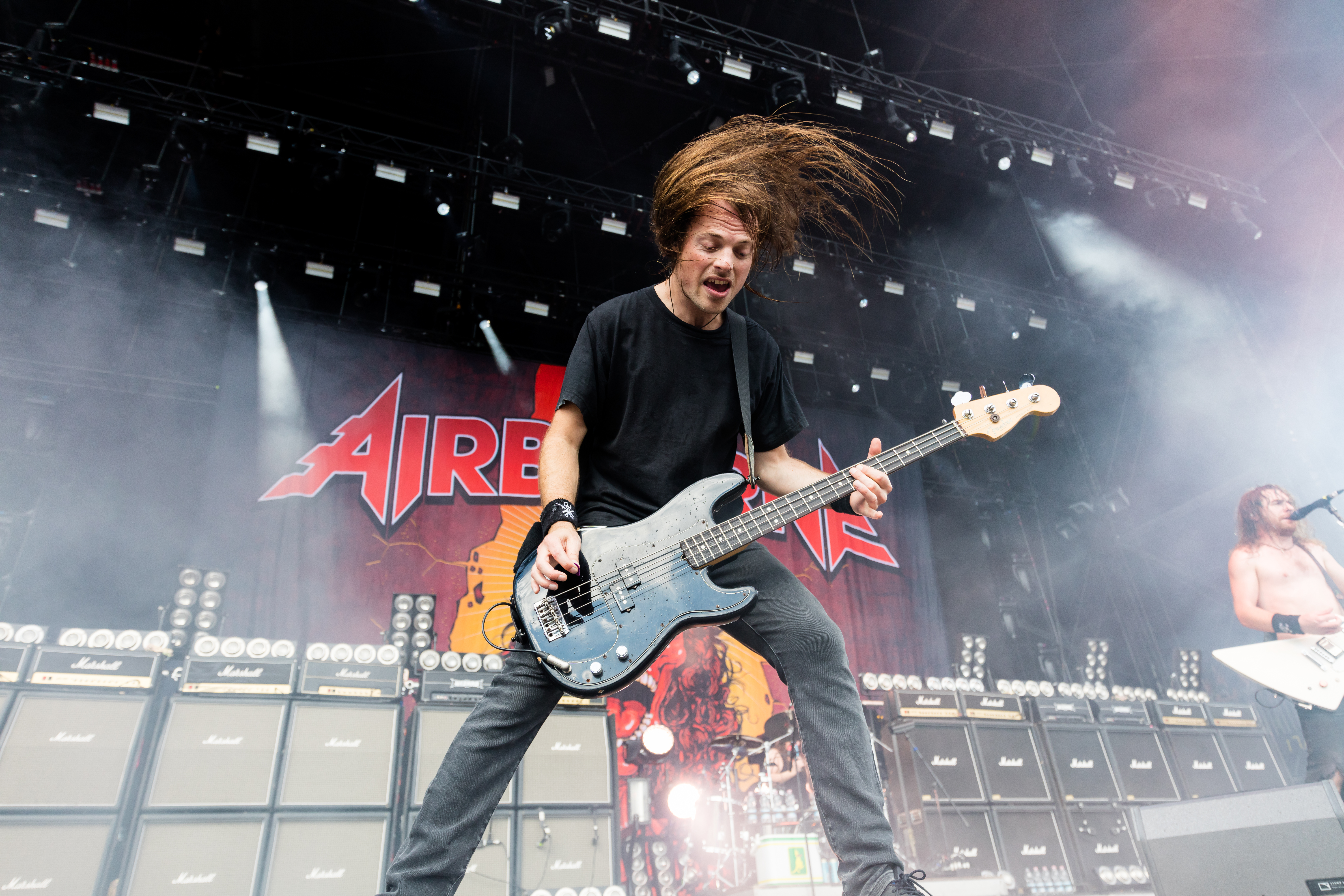
Justin Street bei Rock am Ring 2017

Ihr erstes Album mit dem Titel Runnin’ Wild wurde am 23. Juni 2007 in Australien veröffentlicht. Am 19. Februar 2007 wurde der Plattenvertrag durch Capitol Records gekündigt, das Album aber von EMI in Australien veröffentlicht. Heute besitzt die Band einen Vertrag mit Roadrunner Records für den weltweiten Vertrieb. Bei den ARIA Awards 2007 wurde die Band nominiert in den Kategorien Best Rock Album und Breakthrough Album of the Year für Runnin’ Wild. Im Videoclip zu Runnin’ Wild spielt Lemmy Kilmister von Motörhead einen Trucker. Am 5. März 2010 wurde das Studioalbum No Guts. No Glory. veröffentlicht. Die erste Singleauskopplung No Way But the Hard Way erschien am 13. Januar 2010. Am 29. Mai 2010 erschien die zweite Singleauskopplung Blonde, Bad And Beautiful.
Von Sommer 2011 bis Anfang 2012 arbeiteten Airbourne an ihrem dritten Studioalbum Black Dog Barking, für das sie den Produzenten David Howes engagierten, welcher unter anderem bereits mit Bands wie Simple Plan und Nickelback zusammenarbeitete. Es ist seit dem 17. Mai 2013 auf dem Markt. Die erste Single Live It Up wurde am 25. März 2013 veröffentlicht. Die Idee für den Albumtitel entsprang der Idee, als Rockband gewissermaßen die Verpflichtung zu haben, Grenzen zu überschreiten, insbesondere die Lautstärke betreffend.
2016 veröffentlichte die Band das vierte Album Breakin' Outta Hell. 2017 folgte die Kompilation Diamond Cuts: The B-Sides. Inhalt dieses Albums waren unter anderem die zwei bisher unveröffentlichte Songs Money und Heavy Weight Lover. Im gleichen Jahr kündigte die Band den Ausstieg des Gitarristen David Roads an. Er wurde durch Harri Harrison ersetzt.
Das neue Album Boneshaker erschien am 25. Oktober 2019. 2020 tourte die Band gemeinsam mit Iron Maiden auf deren Tour „Legacy of the Beast“. Im April 2022 kündigte Rhythmusgitarrist Harri Harrison den Ausstieg bei Airbourne an. Er wurde durch Jarrad Morrice, den ehemaligen Rhythmusgitarristen der australischen Hard-Rock-Band „Black Aces“ ersetzt. Seit Mai 2022 sind Airbourne wieder auf Tour und spielen neben der „Legacy of The Beast“ Tour von Iron Maiden viele europäische Festivals.

## Diskografie

### Studioalben
| Jahr | Titel Musiklabel                       | Höchstplatzierung, Gesamtwochen, AuszeichnungChartplatzierungen (Jahr, Titel, Musiklabel, Platzierungen, Wochen, Auszeichnungen, Anmerkungen) | Höchstplatzierung, Gesamtwochen, AuszeichnungChartplatzierungen (Jahr, Titel, Musiklabel, Platzierungen, Wochen, Auszeichnungen, Anmerkungen) | Höchstplatzierung, Gesamtwochen, AuszeichnungChartplatzierungen (Jahr, Titel, Musiklabel, Platzierungen, Wochen, Auszeichnungen, Anmerkungen) | Höchstplatzierung, Gesamtwochen, AuszeichnungChartplatzierungen (Jahr, Titel, Musiklabel, Platzierungen, Wochen, Auszeichnungen, Anmerkungen) | Höchstplatzierung, Gesamtwochen, AuszeichnungChartplatzierungen (Jahr, Titel, Musiklabel, Platzierungen, Wochen, Auszeichnungen, Anmerkungen) | Höchstplatzierung, Gesamtwochen, AuszeichnungChartplatzierungen (Jahr, Titel, Musiklabel, Platzierungen, Wochen, Auszeichnungen, Anmerkungen) | Anmerkungen                              |
| Jahr | Titel Musiklabel                       | DE | AT | CH | UK | US | AU | Anmerkungen                              |
| ---- | -------------------------------------- | --- | --- | --- | --- | --- | --- | ---------------------------------------- |
| 2007 | Runnin’ Wild Roadrunner Records        | DE27 (9 Wo.)DE | AT59 (4 Wo.)AT | CH49 (5 Wo.)CH | UK62 Silber · (1 Wo.)UK | US106 (2 Wo.)US | AU21 (4 Wo.)AU | Erstveröffentlichung: 23. Juni 2007      |
| 2010 | No Guts. No Glory. Roadrunner Records  | DE4 (9 Wo.)DE | AT13 (7 Wo.)AT | CH9 (7 Wo.)CH | UK31 (3 Wo.)UK | US90 (2 Wo.)US | AU19 (2 Wo.)AU | Erstveröffentlichung: 8. März 2019       |
| 2013 | Black Dog Barking Roadrunner Records   | DE5 (9 Wo.)DE | AT11 (6 Wo.)AT | CH9 (8 Wo.)CH | UK22 (3 Wo.)UK | US89 (1 Wo.)US | AU17 (2 Wo.)AU | Erstveröffentlichung: 21. Mai 2013       |
| 2016 | Breakin’ Outta Hell Roadrunner Records | DE3 (8 Wo.)DE | AT3 (4 Wo.)AT | CH4 (7 Wo.)CH | UK9 (1 Wo.)UK | — | AU13 (2 Wo.)AU | Erstveröffentlichung: 23. September 2016 |
| 2019 | Boneshaker Roadrunner Records          | DE7 (4 Wo.)DE | AT16 (3 Wo.)AT | CH7 (5 Wo.)CH | UK39 (1 Wo.)UK | — | AU14 (1 Wo.)AU | Erstveröffentlichung: 25. Oktober 2019   |

### Kompilationen
| Jahr | Titel                                        | Höchstplatzierung, Gesamtwochen, AuszeichnungChartplatzierungen (Jahr, Titel, Platzierungen, Wochen, Auszeichnungen, Anmerkungen) | Höchstplatzierung, Gesamtwochen, AuszeichnungChartplatzierungen (Jahr, Titel, Platzierungen, Wochen, Auszeichnungen, Anmerkungen) | Anmerkungen                              |
| Jahr | Titel                                        | DE | CH | Anmerkungen                              |
| ---- | -------------------------------------------- | --- | --- | ---------------------------------------- |
| 2017 | Diamond Cuts: The B-Sides Roadrunner Records | DE87 (1 Wo.)DE | CH52 (1 Wo.)CH | Erstveröffentlichung: 29. September 2017 |

### EPs
- 2004: Ready to Rock
- 2007: Live at the Playroom

### Singles
- 2007: Stand up for Rock ’n’ Roll
- 2007: Too Much, Too Young, Too Fast
- 2008: Diamond in the Rough
- 2010: No Way But the Hard Way
- 2010: Blonde, Bad and Beautiful
- 2010: Born to Kill
- 2013: Live It Up
- 2013: No One Fits Me (Better than You)
- 2016: Breakin’ Outta Hell
- 2019: Boneshaker

### Beiträge für Kompilationen
- 2002: „Rock ’n’ Roll“ und „Give It All You Got“ (Hard Wired – Youth Compilation Album) (noch unter dem Namen Airborne)
- 2008: „Turn up the Trouble“ (World Wrestling Entertainment – The Music Volume 8)

### Bekannte aber bis heute unveröffentlichte Songs
- „Get on ya bikes“: Dieser Song wurde wohl während der Aufnahmen zu Runnin’ Wild im Studio eingespielt, aber nicht für das Album verwendet. Allerdings spielte die Band das Lied während dieser Zeit ab und an live. In der 2017 veröffentlichten Dokumentation It’s All for Rock ’n’ Roll, die dem Bundle Diamond Cuts beiliegt, wurden Ausschnitte des Songs verwendet (z. B. bei 24:15 Min. Spielzeit). Dadurch wurde zumindest bewiesen, dass eine Studioaufnahme des Songs existiert. In Gänze wurde der Song allerdings bis dato noch nicht veröffentlicht.
- „You Don’t Fool Me“: Eine Studioaufnahme des Songs tauchte 2012 im Internet auf. Möglicherweise handelt es sich hierbei um einen Song, der während der Aufnahmesessions zu No Guts. No Glory. eingespielt wurde und für die japanische Special Edition des Albums gedacht war. Diese als Doppel-CD geplante Special Edition wurde aber aus unbekannten Gründen letztlich nicht verwirklicht, obwohl für sie einerseits bereits eine Katalognummer vergeben wurde und sie andererseits bereits bei wenigen japanischen Internethändlern vor dem geplanten Veröffentlichungsdatum aufgelistet wurde.[13][14]

## Videografie

### Videoalben
- 2010: Live Video EP (erhältlich als Promo-DVD mit einem Videoclip und vier Livevideos oder als Download mit einer Audiodatei und fünf Livevideos)

### DVD-Promosingles
- 2008: Runnin’ Wild
- 2008: Too Much, Too Young, Too Fast
- 2010: Blonde, Bad and Beautiful

### Musikvideos
- 2007: Runnin’ Wild
- 2007: Too Much, Too Young, Too Fast
- 2008: Diamond in the Rough
- 2010: No Way But the Hard Way
- 2010: Blonde, Bad and Beautiful
- 2010: Bottom of the Well
- 2013: Live It Up
- 2013: Back in the Game
- 2016: Breakin’ Outta Hell
- 2016: Rivalry

## Auszeichnungen für Musikverkäufe
| Goldene Schallplatte - Neuseeland - 2020: für das Album Runnin’ Wild |

Anmerkung: Auszeichnungen in Ländern aus den Charttabellen bzw. Chartboxen sind in ebendiesen zu finden.
| Land/RegionAuszeichnungen für Musikverkäufe (Land/Region, Auszeichnungen, Verkäufe, Quellen) | Silber  | Gold  | Platin | Verkäufe | Quellen          |
| -------------------------------------------------------------------------------------------- | ------- | ----- | ------ | -------- | ---------------- |
| Neuseeland (RMNZ)                                                                            | —       | Gold1 | —      | 7.500    | radioscope.co.nz |
| Vereinigtes Königreich (BPI)                                                                 | Silber1 | —     | —      | 200.000  | bpi.co.uk        |
| Insgesamt                                                                                    | Silber1 | Gold1 | —      |          |                  |